# Pierre Durand
Pierre Durand, född den 16 februari 1955 i Saint-Seurin-sur-l'Isle i Frankrike, är en fransk ryttare.
Han tog OS-brons i lagtävlingen i hoppning i samband med de olympiska ridsporttävlingarna 1988 i Seoul.